# Фонтений (Шаранта)
Фонтени́й (фр. Fontenille) — коммуна во Франции, находится в регионе Пуату — Шаранта. Департамент — Шаранта. Входит в состав кантона Манль. Округ коммуны — Конфолан.
Код INSEE коммуны — 16141.
Коммуна расположена приблизительно в 370 км к юго-западу от Парижа, в 75 км южнее Пуатье, в 30 км к северу от Ангулема.

## Население
Население коммуны на 2008 год составляло 339 человек.
| 1962 | 1968 | 1975 | 1982 | 1990 | 1999 | 2008 |
| ---- | ---- | ---- | ---- | ---- | ---- | ---- |
| 353  | 327  | 346  | 313  | 335  | 334  | 339  |

## Экономика
В 2007 году среди 216 человек в трудоспособном возрасте (15—64 лет) 144 были экономически активными, 72 — неактивными (показатель активности — 66,7 %, в 1999 году было 67,5 %). Из 144 активных работали 131 человек (75 мужчин и 56 женщин), безработных было 13 (7 мужчин и 6 женщин). Среди 72 неактивных 21 человек были учениками или студентами, 31 — пенсионерами, 20 были неактивными по другим причинам.

## Достопримечательности
- Церковь Сен-Мишель
  - Картина «Святой Михаил, убивающий дракона» (XIX век, копия картины Рафаэля, хранящейся в Лувре). Размеры — 260×190 см, холст, масло. Исторический памятник с 2002 года[3]
- Дольмен Мот-де-ла-Жакий (фр.). Исторический памятник с 1991 года[4]
- Дольмены Ла-Грос-Перотт и Ла-Пти-Перотт (фр.). Исторический памятник с 1900 года[5]

## Фотогалерея

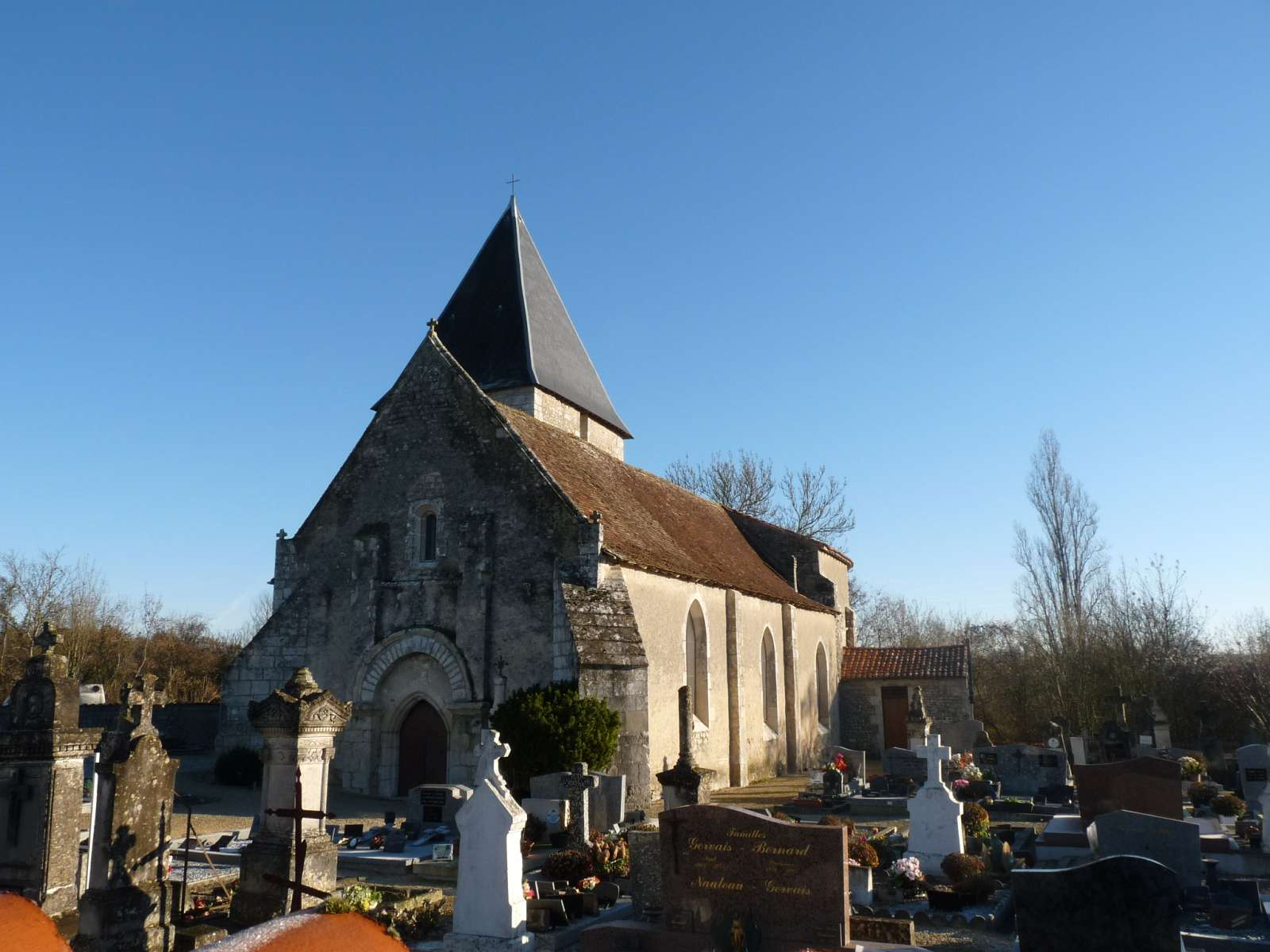
Церковь Сен-Мишель
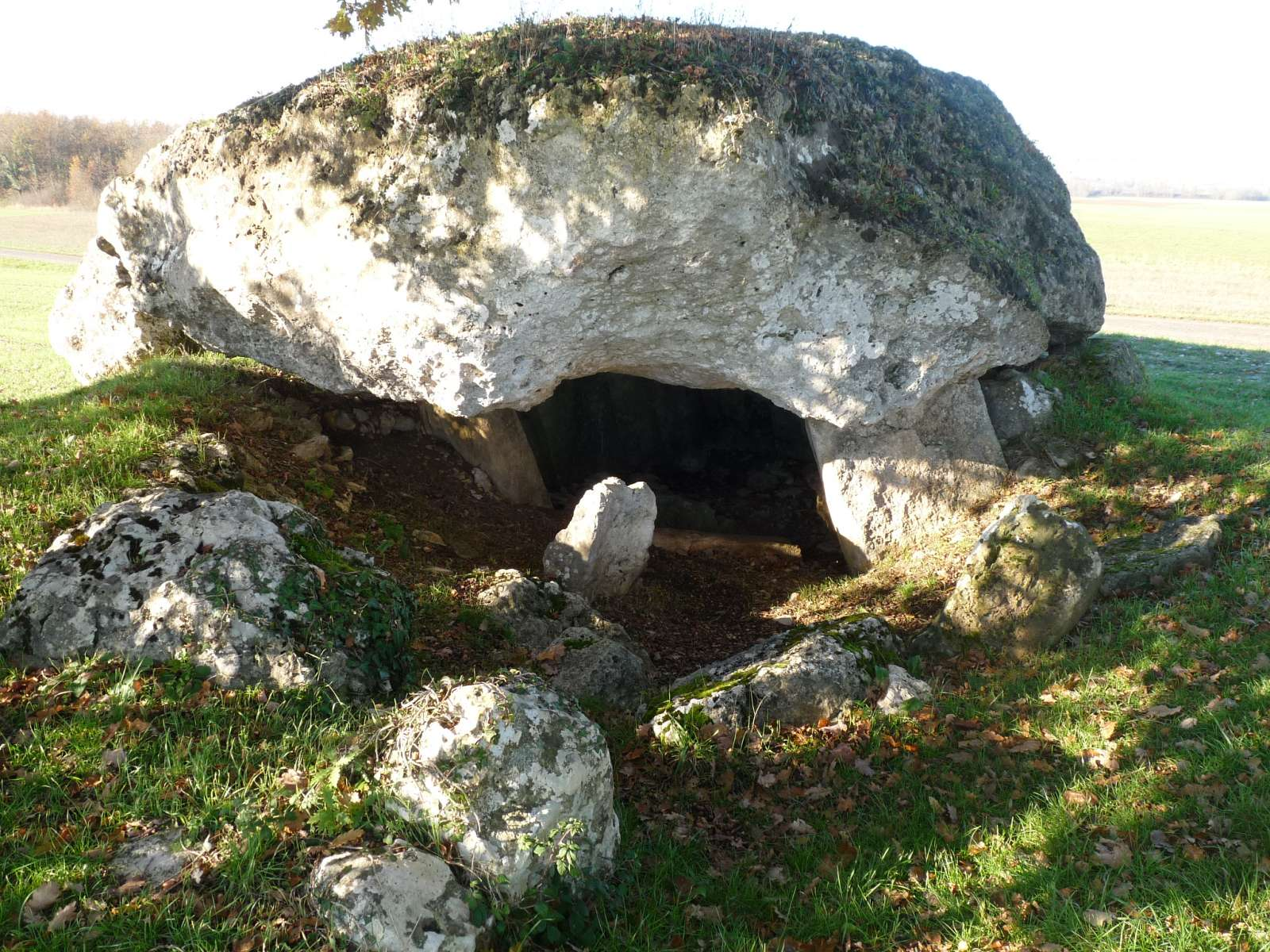
Дольмен Ла-Грос-Перот
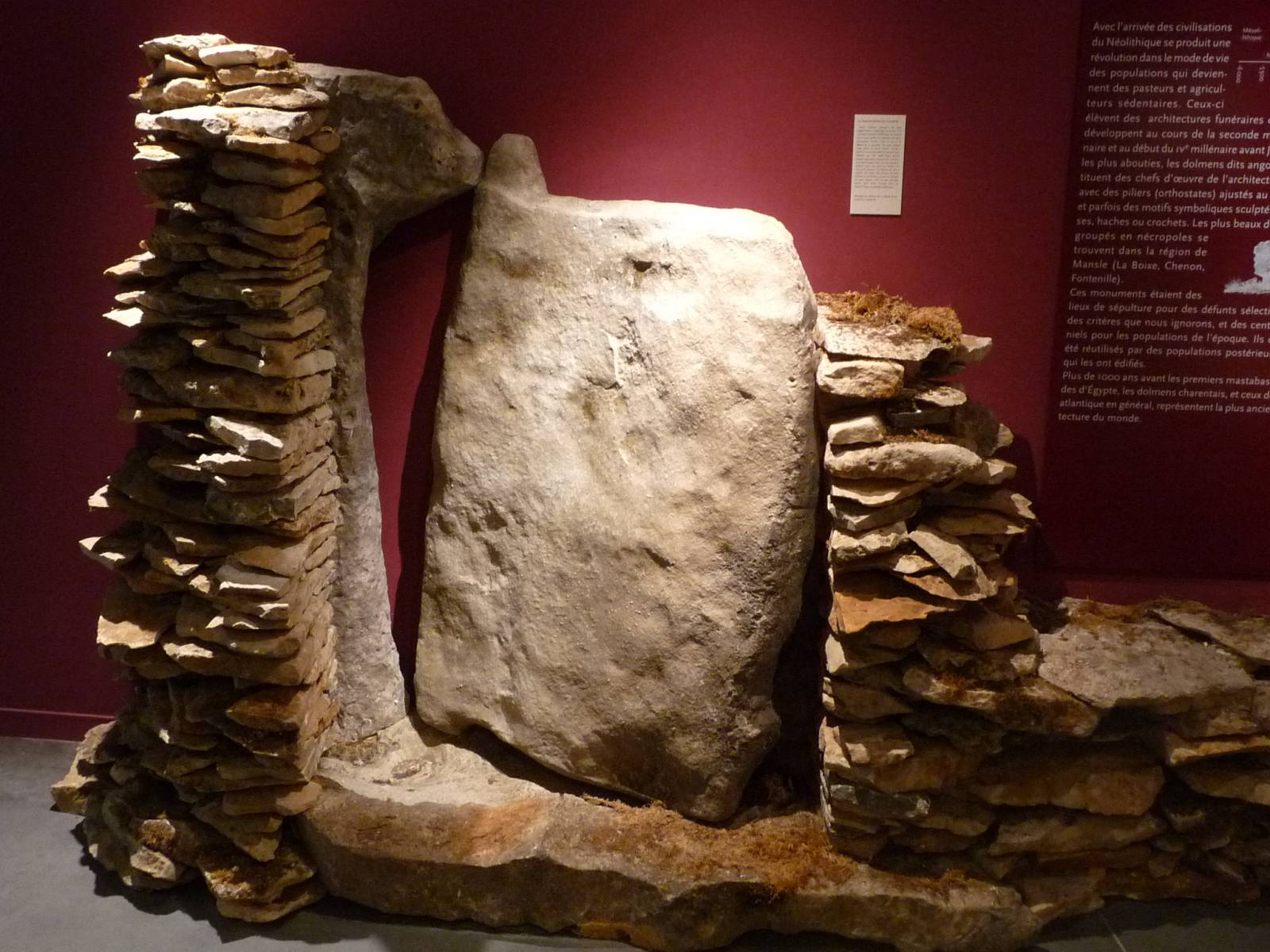
Дольмен Мотт-де-ла-Жакий в Ангулемском музее (реконструкция)